# Stock-car

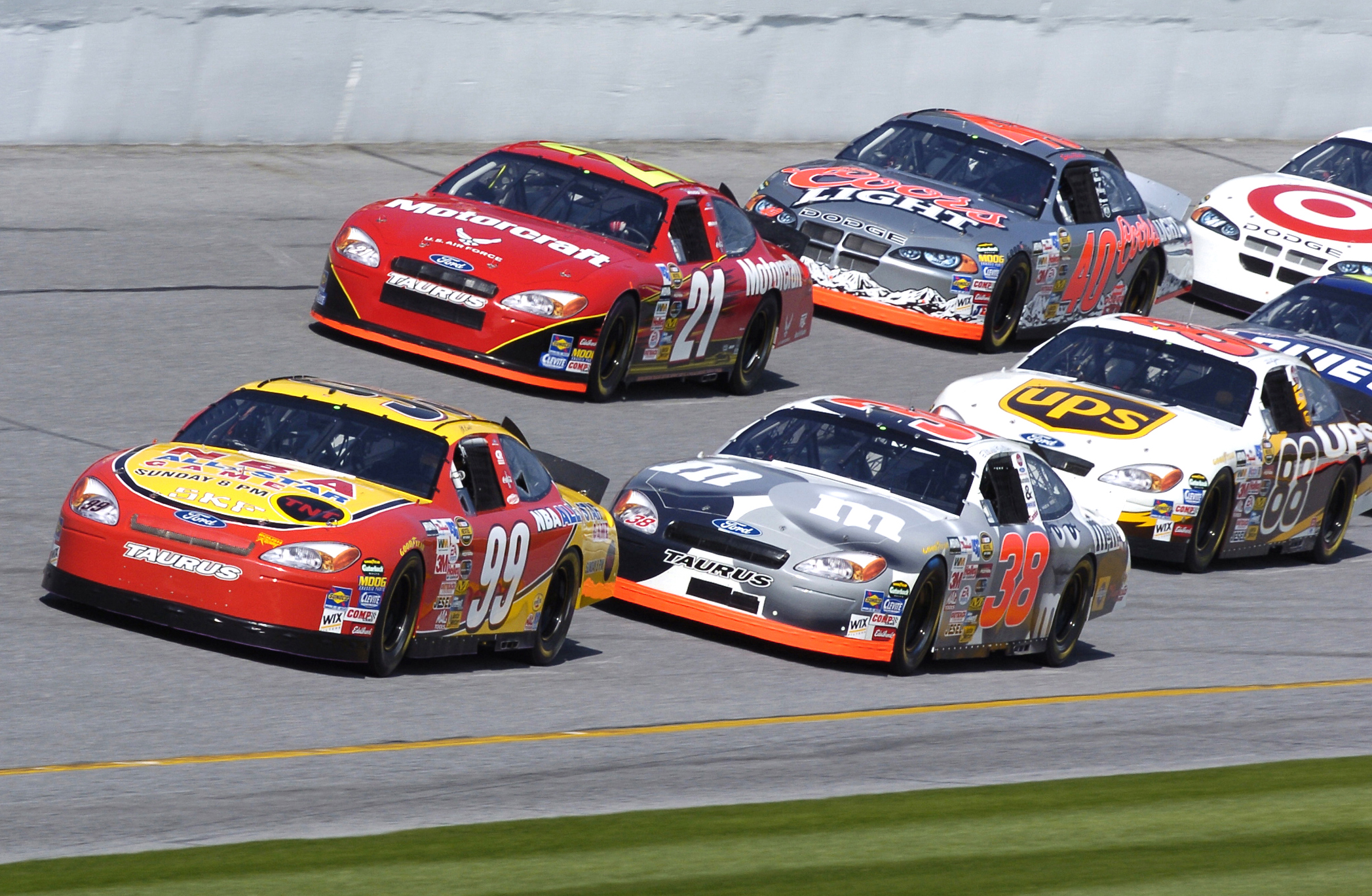
Essais aux Daytona 500 en 2004 (NASCAR)

Le stock-car ou stockcar (terme anglophone signifiant « voiture de série ») est une catégorie de voitures de course automobile dérivée des voitures de tourisme. Les championnats les plus connus de stock-car sont principalement disputés aux États-Unis et au Canada, mais des pays comme l'Australie et la Nouvelle-Zélande ont également des championnats réputés.
Traditionnellement, les courses se pratiquent sur des circuits en forme d'ovale de longueur allant de 0,25 milles (0,402 km) à 2,66 milles (4,281 km). Le plus important organisateur de courses type stock-car est la NASCAR. La compétition professionnelle de NASCAR Cup Series représente la catégorie reine et est considérée comme la division 1 de la compétition. Elle est suivie par l'Xfinity Series (sorte de deuxième division). Les meilleures courses se disputent sur des distances allant de 200 à 600 miles (322 à 966 kilomètres).
Les voitures du haut niveau atteignent des vitesses supérieures à 322 km/h,, sur les circuits speedway ou superspeedway tels le Daytona International Speedway et le Talladega Superspeedway,.
Ces voitures développent des puissances de 860 à 900 chevaux grâce à leurs moteurs V8,. En octobre 2007, le pilote américain Russ Wicks établit un nouveau record pour voiture stock-car avec une Dodge Charger spécialement conçue aux normes de la NASCAR. Il parvient à rouler à 394,1 km/h sur le site de Bonneville Salt Flats,. Au cours de la saison 2015 de NASCAR Cup Series la puissance des véhicules de compétition est limitée et varie entre 750 et 800 chevaux (560–600 kW),.

## Histoire

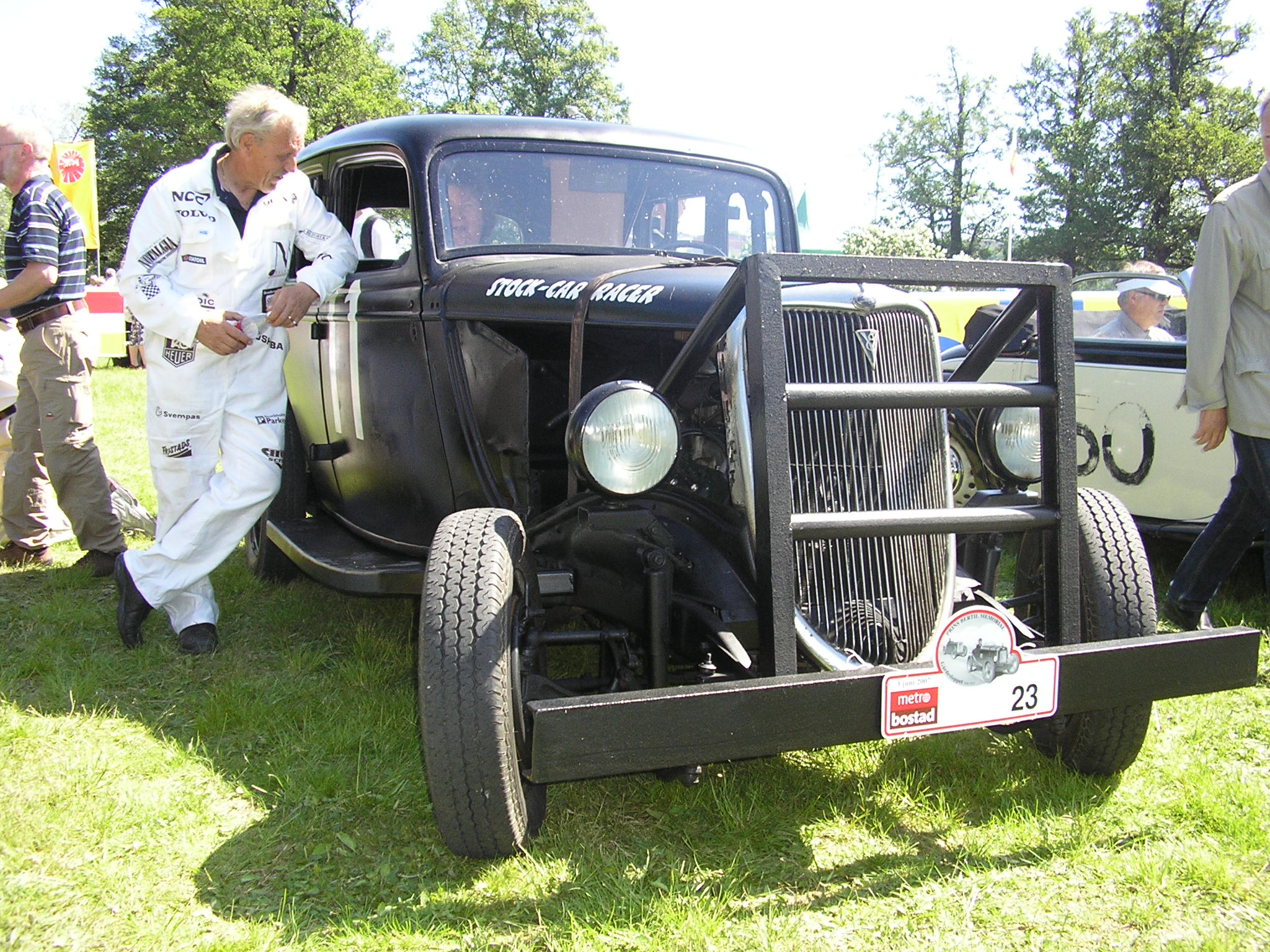
Voiture stock-car Ford de 1934 - Remarquez le renfort à l’avant.

Les origines des courses de stock-car sont liées à la contrebande d'alcool aux États-Unis du temps de la prohibition dans les années 1930. Afin d'échapper plus facilement aux forces de police, les trafiquants modifient leurs automobiles pour les rendre plus performantes. Rapidement, des courses sauvages entre contrebandiers sont organisées. Les courses de stock-car (littéralement « voiture de série » ou « voiture de production ») viennent de naître.
Les épreuves de stock-car se popularisent, notamment dans les États ruraux du sud des États-Unis. De nombreuses associations prennent en charge l'organisation de courses, désormais devenues parfaitement légales, mais ne possédant pas de règles communes. En 1948, Bill France parvint à fédérer ces multiples associations sous une bannière unique : la NASCAR (National Association for Stock Car Auto Racing). D'autres fédérations continuèrent à organiser des courses de stock-car, comme l'USAC ou de nos jours l'ARCA et l'Euro NCAP, mais sans parvenir à faire de l'ombre à la surpuissante Nascar. Un premier modèle d'homologation des voitures de compétition est défini : elles doivent entièrement être composées de pièces que tout un chacun doit pouvoir trouver chez les concessionnaires automobiles, et le modèle de ces voitures doit également avoir été vendu aux particuliers à au moins cinq cents exemplaires. Lors des premières épreuves de NASCAR, il n'était donc pas rare de voir des pilotes se rendre de chez eux vers les circuits au volant de leur voiture de course, celles-ci étant pratiquement des voitures de « stock ».
Tandis que la technologie des moteurs automobiles était restée relativement stagnante pendant la Seconde Guerre mondiale, des progrès enregistrés en aviation au niveau des pistons des moteurs vont fortement influencer le développement des moteurs de voitures de série, cette technologie devenant petit à petit disponible pour les véhicules en production.
Jusqu'à l’avènement de la série Trans-Am en 1967, les voitures homologuées pour les courses de NASCAR étaient les plus similaires aux voitures que le public pouvait acquérir dans le commerce. La Oldsmobile Rocket V-8 de 1949 d’une cylindrée de 4 965,28 cm3 est largement reconnue comme le premier moteur moderne à soupapes inversées de l'après-guerre et qui fut accessible au public. L'Oldsmobile est un immense succès en 1949 et 1950. Tous les fabricants d'automobiles ne peuvent s'empêcher de constater que les ventes de l'Oldsmobile 88 au public acheteur décollent. La devise du jour devient « gagner le dimanche, vendre le lundi ».
À l'époque, il fallait généralement trois ans pour qu'une nouvelle carrosserie ou un nouveau moteur sortant de production puisse être disponible pour courir en NASCAR. La plupart des voitures vendues au public n'avaient pas une grande variété de choix de moteurs. La majorité du public à l'époque n'était pas intéressée par les diverses options spéciales proposées. Cependant, dès la fin de la guerre de Corée en 1953, le boum économique qui s'ensuit va pousser les consommateurs à exiger des moteurs plus puissants.
En 1955, Chrysler produit la Chrysler 300 équipée du moteur de 5,4 litres laquelle va gagner aisément plusieurs courses en 1955 et 1956.
À cette époque les circuits étaient principalement des circuits en terre (dirt tracks) avec peu de protection pour le public. Au cours de la saison 1957, une voiture Mercury Monterey percute la foule de spectateurs. Il y a beaucoup de morts et les règles de sécurité sont drastiquement améliorées. Celles-ci vont conduire à la construction de circuits beaucoup plus modernes.
Le désir des fans et des fabricants de voitures de véhicules plus puissants se heurtaient aux conditions d'homologation de la NASCAR. Les constructeurs automobiles ont alors commencé à produire en nombre limité des éditions spéciales correspondant aux modèles de base produits en nombre beaucoup plus élevé. Pour la saison 1963, les moteurs NASCAR étaient limités à une cylindrée maximum de 7,0 litres avec seulement deux soupapes par cylindre.
Les règles d'homologations des voitures de course vont être modifiées vu le nombre croissant de véhicules de plus en plus puissants réussissant les tests NASCAR. Les pilotes et les voitures de cette époque étaient soumis à des forces dépassant de loin celles rencontrées lors de leur utilisation sur la voie publique. Elles exigeaient un niveau beaucoup plus élevé de protection que les normes appliquées aux véhicules de stock vendus au public.
En 1964, les règles d'homologation sont changées et un modèle de voiture doit être vendu à au moins 1 000 exemplaires pour pouvoir se présenter aux tests d'homologation des voitures stock-car.
Malgré ce changement de norme, les voitures deviennent de plus en plus rapides. La NASCAR constatant que la qualité des pneus utilisés à l'époque n'évolue pas aussi vite, elle craint que le nombre d'accidents n'augmente. Dès lors, les règles d'homologations sont à nouveau changées en 1970 : le nombre de véhicules produits pour la vente au public devra être égal au nombre de concessionnaires américains de la marque divisé par deux. La NASCAR espérait que cette mesure permettrait aux fabricants de pneus de rattraper leur retard technologique. Les fans, les pilotes et les manufacturiers exigent également une refonte complète des règles. La NASCAR elle désirait que les voitures deviennent plus sûres et plus équivalentes afin que les courses soient plus une compétition relevant de la qualité des pilotes plutôt que d'une compétition au niveau de la technologie. Les changements de règles apportés en 1972 feront que beaucoup considèreront que la NASCAR entre dans l'ère moderne cette année-là. La société R.J. Reynolds (compagnie de tabac) devient le sponsor principal des courses de NASCAR, y injectant beaucoup d'argent. Les pilotes sont sponsorisés et les récompenses financières lors des courses augmentent. Cette soudaine injection d'argent va changer la nature même de ce sport.

### Arrivée en Europe
Profondément enraciné aux États-Unis en raison de ses origines, le stock-car, qui est autant un spectacle qu'un sport, n'a pas réussi au début à trouver un large public en France. Au cours des années 1950 les États-Unis connaissent une période d'abondance et de consommation effrénée. Par contre en Europe, l'économie tourne au ralenti. Néanmoins, entre 1953 et 1957, des courses-exhibition de stock-car seront organisées au Stade Buffalo (aujourd'hui démoli) situé à Montrouge en banlieue parisienne. Le pilote Serge Pozzoli y remportera deux courses. L'écrivain Jacques Perret a publié un récit comique très vivant basé sur cette tentative d'introduction des courses de stock-car en Europe, récit paru dans un journal sportif sous le titre « Bagnoles en Rodéo » et qui sera republié dans le recueil Articles de sport sorti en 1991 aux éditions Julliard. Les courses vont cependant se développer dans l'est de la France jusqu'à ce qu'elles deviennent pérennes dans d'autres régions et pays du continent européen. Des coupes de France et d'Europe sont ainsi organisées actuellement chaque année.
Créé en 1982, la première saison officielle de compétition de stock-car (parfois aussi appelé « fun-car ») est organisée en 1983. Depuis, une dizaine de compétitions ont lieu durant la saison estivale (de mai à septembre) sur l’est de la France. Deux catégories sont retenues : la catégorie Spectacle et la catégorie Vitesse. À l'issue de chaque saison, un classement déterminant les champions de l'année est établi pour chaque catégorie. Le fun-car est une discipline qui se veut amicale et populaire. Il repose largement sur la participation de bénévoles pour l'organisation et l'encadrement des compétitions.
Les courses de stock-car européennes mettent en présence des véhicules de série (voitures, fourgonnettes ou caravanes) spécialement préparés pour supporter les très nombreuses collisions survenant pendant la course. Les vitres, pare-brises, feux, accessoires et toutes autres pièces susceptibles de se détacher du véhicule où d'encombrer la piste sont retirés. Des barres anti-écrasement sont solidement installées dans l'habitacle et des grilles ou filets sont fixés à la place du pare-brise ainsi que sur la vitre du côté conducteur,.
Les courses se déroulent sur une piste en forme de 8 ou en ovale dont le revêtement est constitué de terre battue. La piste est délimitée par des talus d'un ou deux mètres de haut permettant aux concurrents de réaliser des tonneaux ou autres figures.
Les pistes étant relativement courtes, tous les véhicules ne concourent pas en même temps. Une compétition comporte souvent deux ou trois séries en fonction du nombre de pilotes. Une série se déroule en quatre manches de huit minutes chacune. Deux catégories s'affrontent simultanément. Pour une partie des pilotes, le challenge est de réaliser le plus grand nombre de tours en 8 minutes (catégorie Vitesse). Les autres seront eux évalués sur le nombre et la qualité des figures exécutées (catégorie Spectacle). Enfin, une ultime manche récompensera le dernier véhicule encore présent sur la piste (sans limite de temps).
Lorsqu'un véhicule se retrouve immobilisé sur le toit ou sur le flanc, le pilote n'a pas le droit d'en sortir, sauf indication expresse du commissaire de course. Aucune aide extérieure n'est autorisée. Seule l'intervention d'un autre véhicule de stock-car peut aider le véhicule à se remettre sur ses roues (par un tamponnage bien placé par exemple).
Des commissaires de course s'assurent du bon déroulement de la compétition et de la sécurité de tous les pilotes. Ils disposent pour se faire d'une panoplie de drapeaux :
- Drapeau tricolore : départ de course
- Drapeau à damier : fin de course
- Drapeau rouge : danger grave, arrêt immédiat de la course
- Drapeau noir : arrêt immédiat du pilote désigné (il est exclu de la manche)
- Drapeau jaune : obligation de ralentir et de suivre la direction indiquée par le commissaire de course

## Voitures
Aux États-Unis et au Canada, il existe plusieurs types de voitures dans l'univers du stock-car, allant de la voiture de tourisme à 4, 6 ou 8-cylindres plus ou moins modifiée pour la course jusqu'à la machine de course complète n'ayant rien en commun avec la voiture de tourisme. Les plus populaires sont les Late Model et les voitures dites modifiées (Modified).

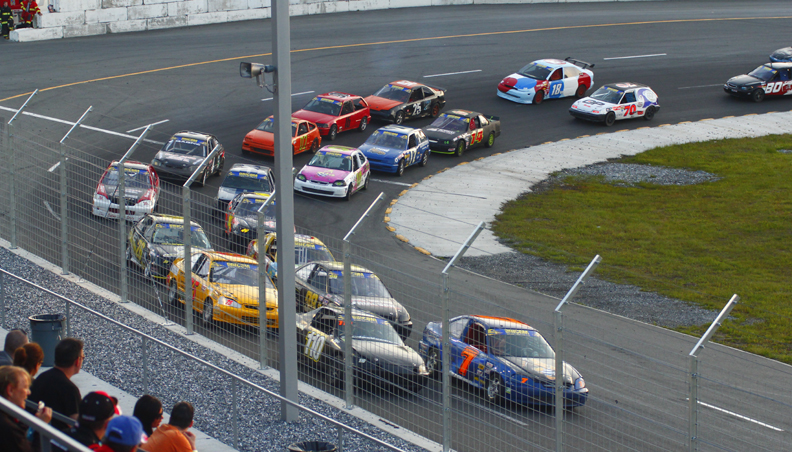
Course de voitures 4-cylindres sur l'autodrome Chaudière au Québec en 2013.
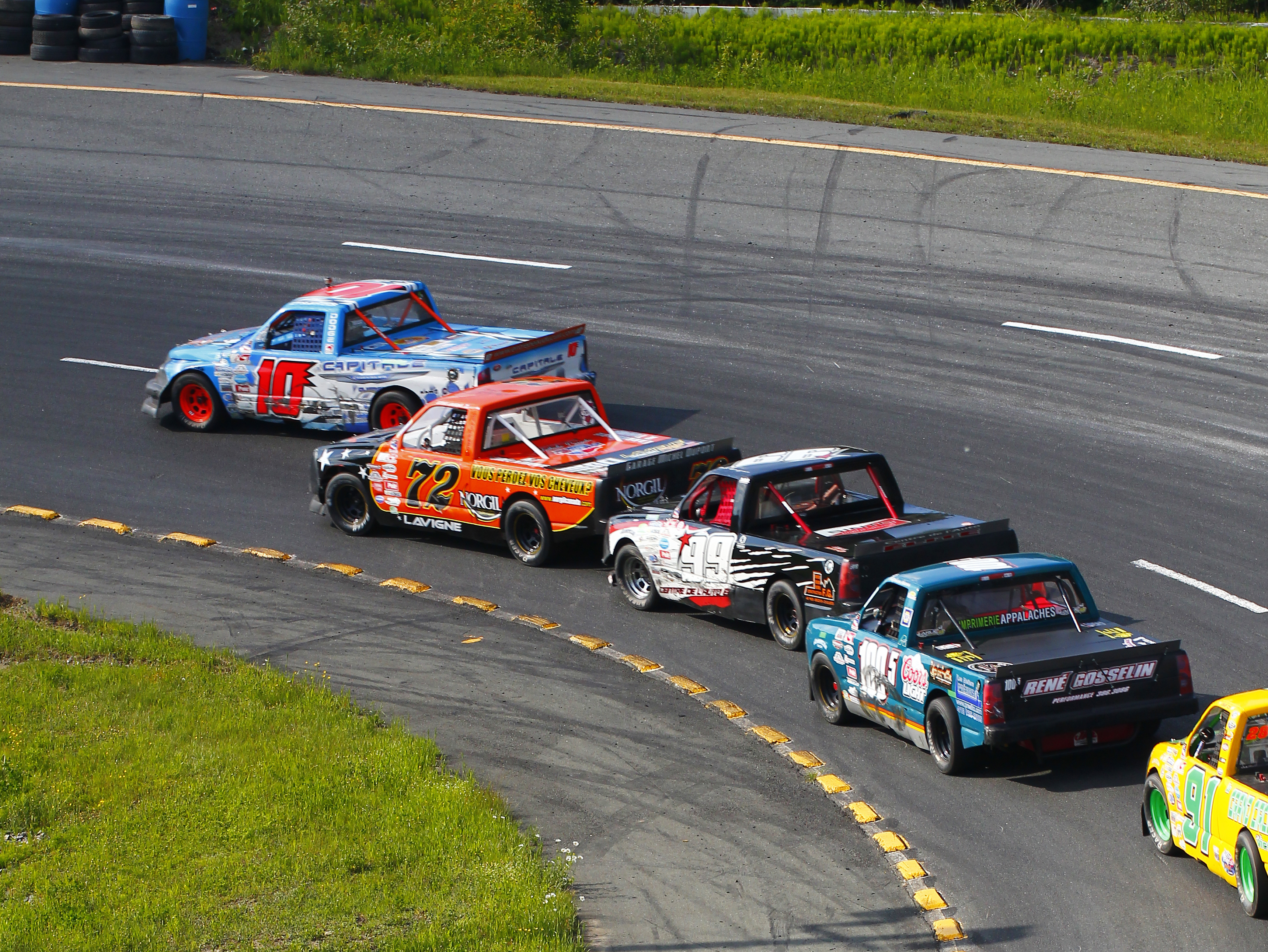
Course de pick-ups sur l'autodrome Chaudière en 2015.
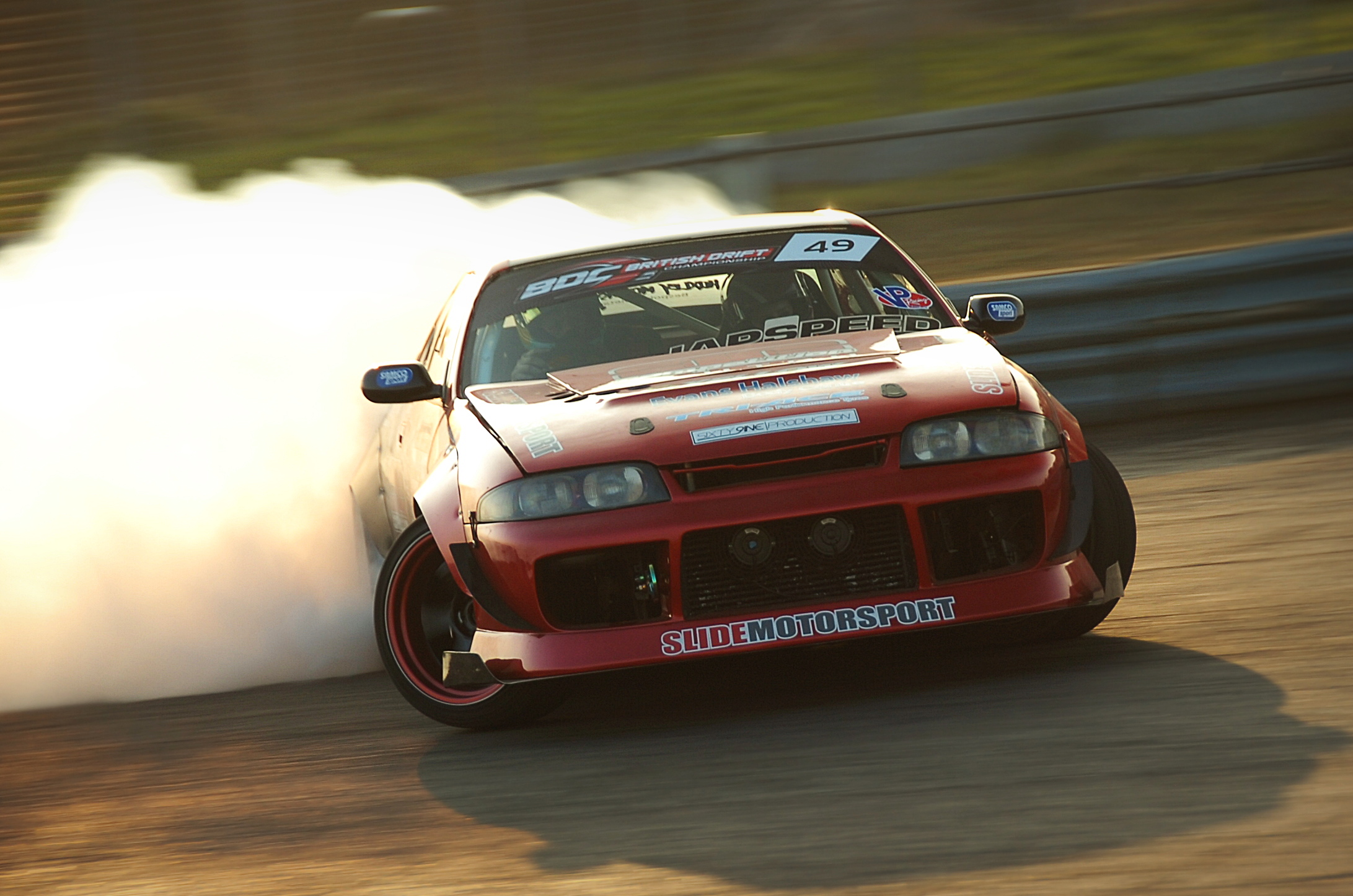
Voiture de stock-car JZ-powered R33 en mars 2017 sur le Swaffham Raceway (en) de Swaffham en Angleterre.

## Championnats et fédérations
L'organisateur le plus important de ce genre de courses est la NASCAR, avec la NASCAR Cup Series comme série majeure. Il existe cependant d'autres organismes comme l'ARCA aux États-Unis, le Stock Car Speed Association au Royaume-Uni, , le Stock Car Brasil au Brésil , le Speedcar Series en Asie. ou encore la CAMSO en Belgique qui accueille des courses pour véhicules nascar (Late Models) ainsi que des courses type banger racing (en) (dans ce genre de course généralement longue de vingt tours, le but est de terminer premier, les voitures pouvant se percuter, se pousser jusqu'à l'immobilisation de l'adversaire). En France, la Racecar Euro Series est devenue officiellement en 2012 un championnat Nascar : la Euro Racecar Series NASCAR Touring Series.

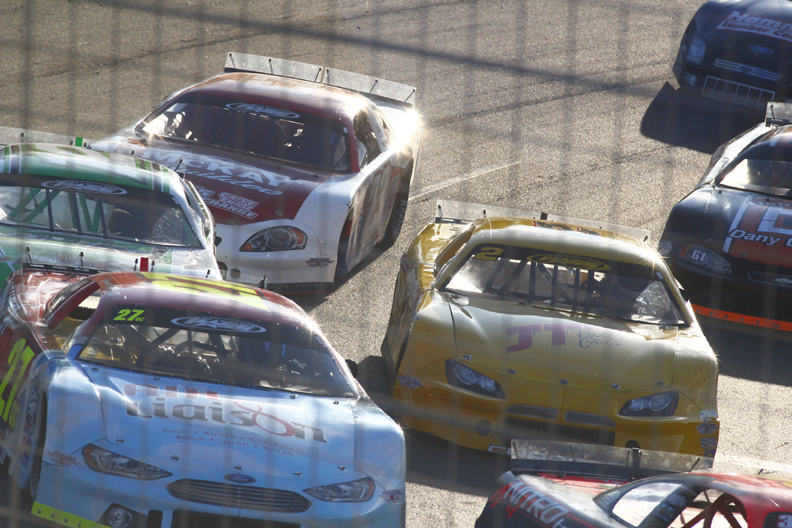
Stock-car sur piste courte asphaltée. Série PASS North, autodrome Chaudière, en mai 2013

| Zone/Pays           | Championnat                                           |
| ------------------- | ----------------------------------------------------- |
| États-Unis          | NASCAR Cup Series (Division 1 NASCAR)                 |
| États-Unis          | NASCAR Xfinity Series (Division 2 NASCAR)             |
| États-Unis          | NASCAR Camping World Truck Series (Division 3 NASCAR) |
| Mexique             | NASCAR Corona Series (série nationale NASCAR)         |
| Canada              | NASCAR Pinty's Series (série nationale NASCAR)        |
| Europe / France     | NASCAR Whelen Euro Series (championnat européen)      |
| Brésil              | Stock Car Brasil (championnat national)               |
| Royaume-Uni         | VSR V8 Trophy (championnat national)                  |
| États-Unis / Canada | American Canadian Tour                                |
| États-Unis / Canada | Pro All Star Series                                   |
| États-Unis / Canada | Super DIRTcar Series                                  |

## Short track racing

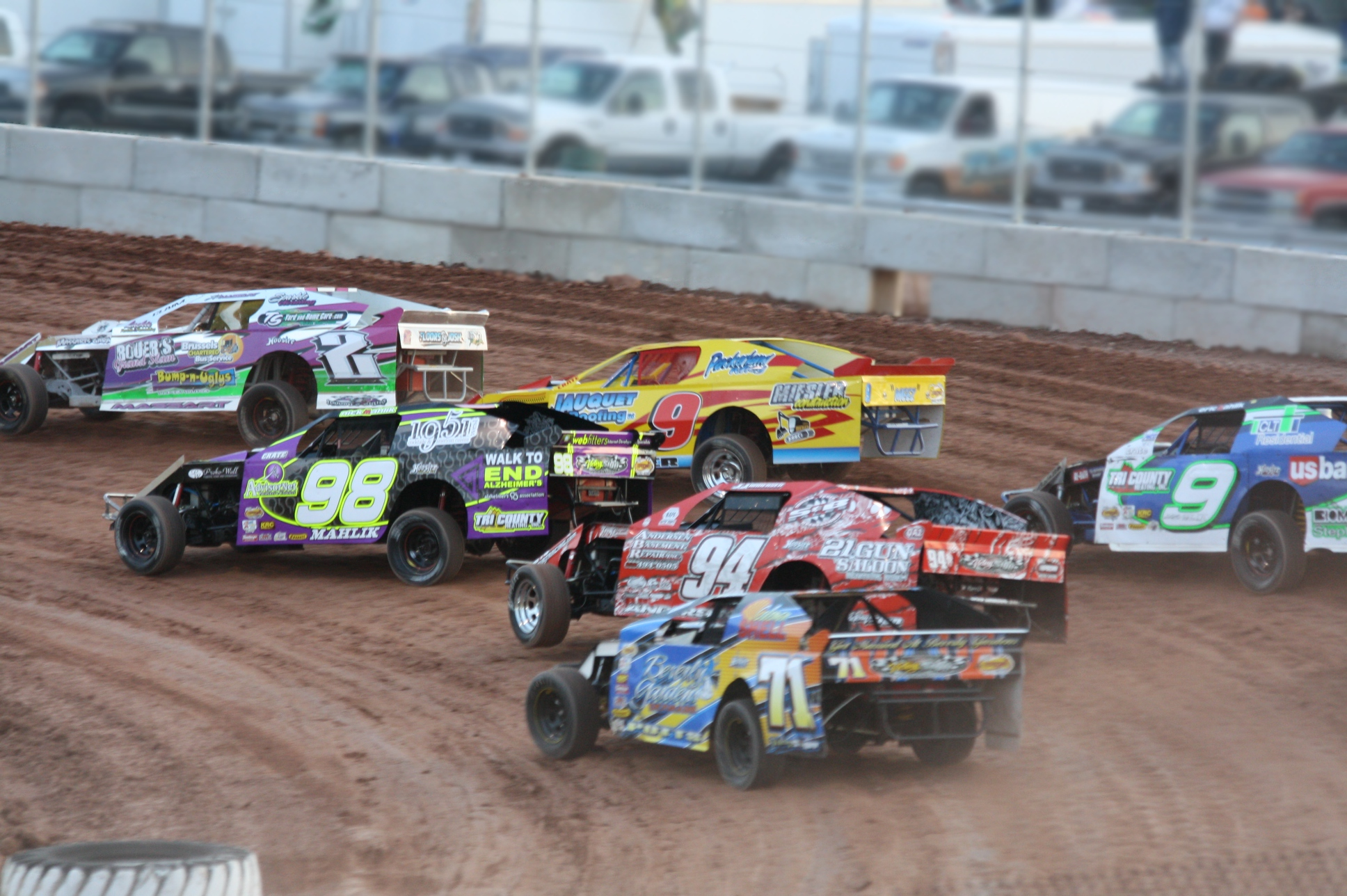
Course sur terre battue.

Parallèlement à la NASCAR, il existe aux États-Unis et au Canada, une multitude de séries régionales, communément appelées « short track racing » (courses sur pistes courtes) qui se produisent hebdomadairement sur les centaines de pistes locales, tant asphaltées que sur terre battue. Parmi les plus notables de ces séries, on compte les Pro All Star Series, American Canadian Tour, Super DIRTcar Series, International SuperModified Association, OSCAAR, Maritime Pro Stock Tour, American Speed Association, etc.

## Anciens véhicules
Des évènements automobiles ont également lieu avec de vieilles voitures de série. Il peut s'agir de courses sur circuit, appelées « derby de démolition », ou d'épreuves durant lesquelles le but est d'immobiliser ses concurrents, auquel cas les véhicules finissent généralement à la casse. Les derbies de démolition sont différents des banger racing, car les véhicules usagés utilisés lors des derbies de démolition finissent à la casse, alors que dans les banger racing, les véhicules sont réutilisables pour d'autres rendez-vous.